# Holsa Taz (Ort)
Holsa Taz ist ein osttimoresischer Ort im Suco Leber (Verwaltungsamt Bobonaro, Gemeinde Bobonaro). Er liegt im Westen der Aldeia Holsa Taz, auf einer Meereshöhe von 1011 m. Das kleine Dorf befindet sich auf einer Anhöhe, die im Süden und Westen bis zu 70 m steil abfällt. Westlich verläuft der Wasserlauf des Masi, eines Nebenflusses des Loumeas. Einen Kilometer weiter südlich erhebt sich der Gebirgszug des Berges Leber (1413 m).
Zu dem Ort gehört eine Grundschule. Eine Straße verbindet Holsa Taz mit dem Dorf Leber-Taz, dem Hauptort des Sucos Leber.